# Боснія і Герцеговина на зимових Олімпійських іграх 1998
Боснія і Герцеговина брала участь у зимових Олімпійських іграх 1998 року у Нагано (Японія), вдруге за свою історію. Олімпійська збірна країни складалася з 8 спортсменів (7 чоловіків та 1 жінки), які взяли участь в 3 видах спортивних змагань: з гірськолижного спорту, бобслею та санного спорту. Прапороносцем на церемоніях відкриття та закриття був бобслеїст Маріо Франіч. Олімпійці Боснії і Герцеговини не завоювали жодної медалі.

## Бобслей
| Команда | Спортсмени                      | Змагання | Спуск 1 | Спуск 1 | Спуск 2 | Спуск 2 | Спуск 3 | Спуск 3 | Спуск 4 | Спуск 4 | Загально | Загально |
| Команда | Спортсмени                      | Змагання | Час     | Місце   | Час     | Місце   | Час     | Місце   | Час     | Місце   | Час      | Місце    |
| ------- | ------------------------------- | -------- | ------- | ------- | ------- | ------- | ------- | ------- | ------- | ------- | -------- | -------- |
| BIH-1   | Зоран Соколович Огнєн Соколович | двійки   | 57.36   | 38      | 56.62   | 31      | 56.32   | 29      | 56.31   | 30      | 3:46.61  | 31       |

| Команда | Спортсмени                                                  | Змагання | Спуск 1 | Спуск 1 | Спуск 2 | Спуск 2 | Спуск 3 | Спуск 3 | Загально | Загально |
| Команда | Спортсмени                                                  | Змагання | Час     | Місце   | Час     | Місце   | Час     | Місце   | Час      | Місце    |
| ------- | ----------------------------------------------------------- | -------- | ------- | ------- | ------- | ------- | ------- | ------- | -------- | -------- |
| BIH-1   | Зоран Соколович Ніхад Мамеледжія Едін Крупалія Маріо Франіч | четвірки | 55.26   | 26      | 55.11   | 25      | 55.30   | 25      | 2:45.67  | 25       |

## Гірськолижний спорт
Чоловіки
| Спортсмен         | Змагання           | Спуск 1 | Спуск 2 | Загальний | Місце |
| ----------------- | ------------------ | ------- | ------- | --------- | ----- |
| Еніс Бечирбегович | гігантський слалом | 1:26.15 | DNF     | DNF       | –     |
| Еніс Бечирбегович | супергігант        |         |         | 1:37.58   | 22    |
| Еніс Бечирбегович | швидкісний спуск   |         |         | 1:53.47   | 21    |

Жінки
| Спортсменка  | Змагання           | Спуск 1 | Спуск 2 | Загальний | Місце |
| ------------ | ------------------ | ------- | ------- | --------- | ----- |
| Аріяна Борас | гігантський слалом | DNF     | –       | DNF       | –     |
| Аріяна Борас | супергігант        |         |         | 1:24.48   | 39    |

## Санний спорт
Чоловіки, одиночки
| Спортсмен        | Спуск 1 | Спуск 1 | Спуск 2 | Спуск 2 | Спуск 3 | Спуск 3 | Спуск 4 | Спуск 4 | Загально | Загально |
| Спортсмен        | Час     | Місце   | Час     | Місце   | Час     | Місце   | Час     | Місце   | Час      | Місце    |
| ---------------- | ------- | ------- | ------- | ------- | ------- | ------- | ------- | ------- | -------- | -------- |
| Ісмар Біоградлич | 51.252  | 25      | 51.170  | 25      | 51.384  | 24      | 51.363  | 24      | 3:25.169 | 23       |